# Piercia lypra
Piercia lypra är en fjärilsart som beskrevs av Louis Beethoven Prout 1938. Piercia lypra ingår i släktet Piercia och familjen mätare. Inga underarter finns listade i Catalogue of Life.